# Staatsraad van Neuchâtel
De Staatsraad van Neuchâtel (Frans: Conseil d'État de Neuchâtel), is de regering van het kanton Neuchâtel. Zij bestaat (2009) uit 5 personen die ieder een departement onder hun hoede hebben (2 PS, 1 Les Verts, 1 PRD en 1 PLS). Daarnaast telt de Staatsraad ook een staatskanselier (Chancelier d'État). De huidige staatskanselier is Jean-Marie Reber. De Staatsraad wordt door middel van algemeen, enkelvoudig kiesrecht gekozen en vinden om de vier jaar plaats.

## Huidige samenstelling
De huidige Staatsraad werd in 2005 geïnstalleerd en bestaat uit de volgende personen:
| Naam                | departement                                                                  | partij                                   |
| ------------------- | ---------------------------------------------------------------------------- | ---------------------------------------- |
| Roland Debély       | Volksgezondheid en Sociale Zaken Voorzitter van de Staatsraad 2008-2009      | Radicaal-Democratische Partij (PRD)      |
| Jean Studer         | Justitie, Veiligheid en Financiën Vicevoorzitter van de Staatsraad 2008-2009 | Socialistische Partij van Neuchâtel (PS) |
| Fernand Cuche       | Management (Gestion du territoire)                                           | Les Verts                                |
| Sylvie Perrinjaquet | Onderwijs, Cultuur en Sport                                                  | Parti Libérale de Suisse                 |
| Bernard Soguel      | Economische Zaken                                                            | PS                                       |

## Verwijzingen
1. ↑  République et canton de Neuchâtel - Conseil d'État
2. ↑  idem